# Seznam svatých passionistů
Toto je seznam svatých a blahoslavených Společenství utrpení Ježíše Krista. V závorce je uveden datum svátku nebo připomenutí. 

## Svatí passionisté
- Sv. Pavel od Kříže (19.10.) – zakladatel passionistů
- Sv. Vincenc Maria Strambi (1.1.) – biskup a passionista
- Sv. Gabriel Possenti (27.2.) – řeholník passionista
- Sv. Gemma Galgani (11.4.) – mystička
- Sv. Maria Goretti (6.7.) – mučednice
- Sv. Inocencio Canoura Arnau (9.10.) – mučedník a řeholník passionista
- Sv. Karel Houben (5.1.) – řeholník passionista

## Blahoslavení passionisté
- Bl. Domenico Barberi (27.8.) – řeholník passionista
- Bl. Isidore De Loor (6.10.) – řeholník passionista
- Bl. Pio Campidelli (2.11.) – řeholník passionista
- Bl. Bernardo Maria Silvestrelli (9.12.) – řeholník passionista
- Bl. Lorenzo Salvi (12.6.) – řeholník passionista
- Bl. Mučedníci z Daimielu (každý mučedník jiné) – řeholníci passionisté
- Bl. Grimoaldo Santamaria (18.11.) – řeholník passionista
- Bl. Vincenc Evžen Bossilkov (11.11.) – biskup a passionista